# Myst
Myst è un videogioco d'avventura grafica del 1993, sviluppato da Cyan Productions e pubblicato da Brøderbund per console e personal computer.
L'obiettivo degli sviluppatori era quello di creare un mondo immaginario mitologico nel quale il giocatore potesse immergersi completamente.

## Trama
In oscure circostanze, il giocatore, (detto lo Straniero nell'universo di Myst), viene a trovarsi per le mani un antico libro intitolato Myst. Sfogliandolo, a un certo punto gli salta all'occhio una strana immagine in movimento, che mostra la veduta aerea di un'isola oltremodo bizzarra. Appoggiandovi sopra la mano, quasi senza pensarci, il giocatore si ritrova improvvisamente catapultato nel luogo raffigurato dall'immagine. Guardandosi intorno, nota di essere giunto esattamente nel piccolo porticciolo dell'isola che aveva visto fra le pagine del libro; tutto intorno a lui si sentono solo il rumore del mare, e dei gabbiani che garriscono in cielo. Impossibilitato a tornare nel suo mondo, il giocatore non ha quindi altra scelta che cominciare a vagabondare per l'isola.
Oltre a un biglietto scritto da qualcuno che si firma Atrus, contenente delle istruzioni destinate a una certa Catherine, il giocatore non tarda a scoprire che l'Isola delle Nebbie è anche sede di molte suggestive costruzioni.
Quella centrale sembra essere una sorta di biblioteca al cui interno, sui polverosi scaffali di una libreria, sono presenti una gran quantità di tomi, la maggior parte dei quali è però stata corrosa dalle fiamme di un probabile incendio. I soli libri rimasti intatti sembrano alcuni diari nei quali lo scrittore descrive con dovizia di particolari le sue esplorazioni di mondi surreali, comprensive di schizzi e mappe topografiche. Tutti i diari sono scritti come se apparentemente quei mondi fossero stati creati dall'autore stesso.
Su due piedistalli posti ai lati della stanza, si trovano anche un libro rosso e un libro blu, ciascuno con accanto a sé una pagina del medesimo colore. Inizialmente aprendo questi libri, il giocatore trova in frontespizio due immagini fortemente disturbate, simili a interferenze sullo schermo di un televisore. Aggiungendo poi le relative pagine, rossa o blu, scopre che all'interno di ognuno dei libri sembra essere intrappolato un individuo. I due personaggi, Sirrus e Achenar, chiedono ciascuno di riportare loro solo le pagine del proprio colore, per liberarli dalla prigionia.
Continuando a esplorare l'isola, il giocatore finisce con lo scoprire altri libri simili a quello di Myst. Ognuno di questi libri ha il potere di trasportare chi lo sfoglia in un mondo incantato, esattamente come era successo all'inizio dell'avventura, quando il protagonista era stato risucchiato sull'isola ritratta nel libro di Myst. Tutti questi magici libri sono però nascosti in luoghi inaccessibili dell'isola e l'unico modo per scovarli consiste nel risolvere gli enigmi che poi metteranno in funzione dei curiosi marchingegni, rivelandone l'ubicazione.
Nei mondi paralleli che il giocatore sarà via via chiamato a visitare sono disseminati indizi su un tetro e oscuro passato di avidità e di violenza legato ai parenti di Atrus, di cui Sirrus e Achenar risultano essere i figli.
Il giocatore sarà quindi costretto a dover scegliere quale strada intraprendere, se fidarsi di Sirrus o Achenar durante il suo viaggio, nella speranza di riuscire anche a trovare un modo per tornare a casa.

## Modalità di gioco
Myst si differenzia dagli altri giochi d'avventura contemporanei per molti aspetti. Innanzitutto l'intera vicenda viene proposta in prima persona al giocatore stesso, non ci sono altri personaggi di cui vestire i panni. In virtù di questo, sono quindi completamente assenti l'inventario e qualunque altra possibile interfaccia di gioco. L'intero concetto alla base del gioco punta fortemente su queste peculiarità, mirando a fornire un'esperienza ai massimi livelli di coinvolgimento. Il giocatore, come qualunque persona in un mondo reale, si trova impossibilitato a trasportare oggetti in grandi quantità ed è tagliato fuori da ogni possibile tipo di aiuto fornito da eventuali indicatori o menù a scomparsa sulle schermate di gioco.
Il sistema di controllo di Myst, estremamente semplice e intuitivo, è basato interamente sul mouse. Muovendo il puntatore (a forma di mano) sullo schermo e cliccando nelle aree di interesse è possibile muoversi e interagire con il mondo circostante.

Immagine di gioco

Il gioco consiste principalmente nella risoluzione di svariati enigmi volti a far funzionare i pittoreschi macchinari presenti sull'Isola delle Nebbie e nei vari mondi paralleli che è possibile visitare. Idealmente parlando, è come se il giocatore venisse veramente trasportato in un'altra dimensione, dalla quale dover poi trovare una via di fuga. Per riuscire nell'intento di tornare a casa, il giocatore è quindi "costretto" a esplorare questi luoghi fantastici, raccogliendo indizi e interagendo con le ambientazioni in modo tale da poter progredire nella storia fino alla fine.
Non sono presenti avversari che possano "uccidervi" come in alcuni altri giochi, sebbene sia effettivamente contemplata la possibilità di giungere a situazioni dalle quali non è più fattibile proseguire verso il lieto fine. Queste occasioni, che fanno parte degli intriganti risvolti della storia, sono comunque immediatamente chiare quando vi ci si imbatte.

## Sviluppo
Il videogioco, inizialmente realizzato in HyperTalk su piattaforma Apple Macintosh, consiste principalmente di immagini statiche pre-renderizzate (alcune occasionali animazioni, come ad esempio le farfalle che volano, sono dei filmati QuickTime Player integrati nell'immagine). Un contributo fondamentale per il realismo dell'intero gioco è dato dai suoni delle ambientazioni, assai curati, al pari della suggestiva colonna sonora composta di brani originali. la risoluzione delle immagini di gioco è di 543×332 pixels che vengono riportati su immagini a schermo di 640×480 pixel tramite una bordatura nera, mentre il porting su Saturn ha una risoluzione di 320×224, il che permette di ridurre la bordatura nera, anche se a discapito della definizione delle immagini.
Secondo i creatori, il nome del gioco, così come l'atmosfera generale dell'isola deserta e misteriosa, fu ispirata dal libro L'isola misteriosa di Jules Verne o ancor di più da L'invenzione di Morel di Adolfo Bioy Casares. Quest'ultimo romanzo narra di un anonimo viaggiatore che si ritrova su un'isola surreale influenzata da un "generatore di realtà" creato da uno scienziato brillante ma pazzo.

## Serie
Myst ha venduto oltre 10 milioni di copie, ed è stato per lungo tempo il videogioco per personal computer più venduto di tutti i tempi, superato solo nel 2002 da The Sims.
A causa della sua popolarità, sono nati nel corso degli anni:
- tre remake, non tradotti in italiano:
  - Myst Masterpiece Edition - versione con grafica in 24-bit truecolor, audio rimasterizzato e video migliorati;
  - RealMyst, che implementa un motore grafico 3D in tempo reale al posto delle immagini pre-renderizzate dell'originale, sacrificando leggermente il dettaglio fotorealistico in favore di una libertà di movimento virtualmente illimitata;
  - Myst, un remake del 2021 per schermi in alta definizione e per realtà virtuale, con il mondo di gioco interamente ricreato in ambiente 3D completamente esplorabile, utilizando Unreal Engine 4, insieme ad altre feature come la randomizzazione dei puzzle;
- quattro sequel:
  - Riven: Il seguito di Myst, che con l'originale Myst doveva formare una serie a sé stante;
  - Myst III: Exile;
  - Myst IV: Revelation;
  - Myst V: End of Ages;
- un videogioco parallelo: Uru: Ages Beyond Myst, seguito da due espansioni to D'ni e the Path of the Shell, in cui il protagonista non è lo Straniero, ma una persona "reale" che esplora le rovine della civiltà D'ni, da cui, nella realtà di Uru, Cyan ha tratto ispirazione per la creazione dei videogiochi.

- Tre romanzi editi e due in lavorazione scritti dai creatori stessi dei giochi, non tradotti in italiano:
  - The Book of Atrus
  - The Book of Ti'ana
  - The Book of D'ni
  - The Book of Marrim
  - un quinto dal titolo non ancora rivelato
- Una serie di fumetti pubblicata da Dark Horse Comics, intitolata Myst: The Book of Black Ships, interrotta dopo due uscite a causa di contrasti con Cyan.

## Retroscena
Man mano che la saga di Myst si evolveva, fu stabilito che gli eventi in Myst fossero una versione romanzata di reali fatti accaduti attorno agli inizi del 1800. I giochi successivi sono poi ambientati in epoca successiva, sino a Uru e End of Ages ambientati agli inizi del XXI secolo.
Dopo la pubblicazione di Riven da parte di Red Orb e di Exile da parte di Ubisoft e Mattel, la distribuzione passa interamente nelle mani di Ubisoft, che farà sviluppare i giochi successivi.
Exile e Revelation sono stati sviluppati rispettivamente da Presto Studios e da un gruppo facente capo alla Ubisoft stessa invece che da Cyan che ha creato gli altri giochi, e a causa di questo è possibile notare alcune variazioni di stile, peraltro alquanto minori.
Myst 4 contraddice un aspetto preminente di Myst e Riven, cioè il comportamento dei libri-prigione: comunque, poco dopo l'uscita di Riven fu rivelato da Richard Watson, impiegato di Cyan e "storico degli D'ni" che la descrizione presente nei due giochi originali non è altro che una semplificazione dei reali libri-prigione compiuta per facilitare la resa dei giochi.